# نوئل فوره
نوئل فوره (انگلیسی: Noël Foré؛ ۲۳ دسامبر ۱۹۳۲ – ۱۶ فوریهٔ ۱۹۹۴) دوچرخه‌سوار اهل بلژیک بود.
وی در مسابقات کشوری و بین‌المللی در مجموع برندهٔ ۱ مدال برنز شده‌است.